# Canephora asiatica
Canephora asiatica är en fjärilsart som beskrevs av Otto Staudinger 1887. Canephora asiatica ingår i släktet Canephora och familjen säckspinnare. Inga underarter finns listade i Catalogue of Life.